# البیره، راشیا
البیره (به عربی: البيرة) یک منطقهٔ مسکونی در لبنان است که در شهرستان راشیا واقع شده‌است.
 البیره  ۹٬۰۰۰+ نفر جمعیت دارد.